# Chemostat-Bioreaktor

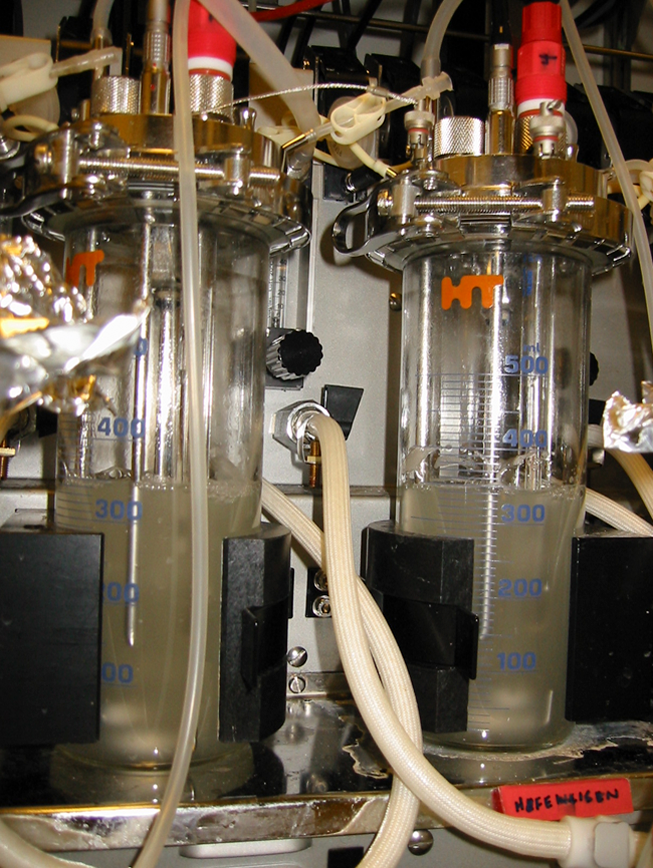
Zwei Chemostaten

Die Chemostat-Kultur ist eine verbreitete Methode der Kultur von Mikroorganismen. Im Gegensatz zur Batch-Kultur (statische Kultur) ist sie eine Form der kontinuierlichen Kultur von zum Beispiel Bakterien oder Phytoplankton.
Ein Chemostat ist ein Kulturgefäß, in das kontinuierlich und mit konstanter Rate (Flussrate) Nährmedium zugeführt wird. Im gleichen Maße wie frisches Nährmedium zugeführt wird, wird verbrauchtes Medium inklusive der darin suspendierten Organismen über einen Überlauf entfernt. Dies simuliert die Mortalitätsrate natürlicher Populationen. Ist die Durchflussrate im Chemostaten kleiner als die maximale Wachstumsrate der kultivierten Organismen, so stellt sich ein Fließgleichgewicht (steady-state) ein, bei dem die Bruttowachstumsrate der Verlustrate entspricht. Die Anzahl Organismen pro Volumen bleibt somit konstant, und ist, sollten doch einmal Schwankungen auftreten, selbstregulierend. Sinkt die Populationsdichte, werden weniger Nährstoffe verbraucht, das heißt, die Nährstoffkonzentration steigt. Daraus folgt wiederum ein Anstieg der Individuenzahl, der wiederum eine Verringerung der Nährstoffmenge pro Volumen nach sich zieht usw.
Mittels der Chemostatkultur können Parameter der Populationsentwicklung modellhaft untersucht werden.

## Bestimmung der optimalen Verdünnungsrate
Um die optimale Verdünnungsrate bestimmen zu können, müssen die Parameter so bestimmt werden, dass die Produktionsrate maximiert wird. Die Produktionsrate ist das Produkt aus der inversen Verweilzeit oder Verdünnungsrate(Dilutionsrate) D [h−1](nominelle Austauschfrequenz für das Reaktorvolumen, Quotient aus Volumenzu-/abfluss und flüssigem Reaktorvolumen) und der Biomassekonzentration x [typisch gBiomasse L−1]. Da die Konzentration der Biomasse im Reaktor konstant bleiben soll, gilt für die Wachstumsrate: µ =D.
Es gilt für die maximale Produktionsrate:
{\displaystyle d(Dx)/dD=0}
Die Produktionsrate erreicht ihr theoretisches Maximum nahe der kritischen Dilutionsrate Dkrit. ab der die Wachstumsrate kleiner ist als die Verdünnungsrate und daher die Biomasse im Reaktor abnimmt. Die maximale produktive Verdünnungsrate des Chemostaten ist für exponentielles Wachstum gegeben durch:
{\displaystyle D_{opt}=\mu _{max}{\biggl (}1-{\sqrt {{\frac {S_{ein}}{K_{s}+S_{ein}}}\ }}{\biggr )}}
mit Sein der Substratkonzentration im Einlass und Ks der Monod-Konstante. Dopt liegt hierbei nahe der kritischen Verdünnungsrate Dkrit..
Da ab dieser die Biomasse schneller ausgespült wird, als sie gebildet wird, wird ein Chemostat typischerweise nicht an diesem potentiell instabilen Betriebspunkt betrieben.